# أماندا س. ميلر
أماندا س. ميلر (بالإنجليزية: Amanda Celine Miller) هي راقصة وممثلة أمريكية، ولدت في القرن العشرين في ألمانيا.

## وصلات خارجية
- الموقع الرسمي
- أماندا س. ميلر على موقع IMDb (الإنجليزية)
- أماندا س. ميلر على موقع قاعدة بيانات الفيلم (الإنجليزية)
- أماندا س. ميلر على موقع ANN person (الإنجليزية)